# جيريمي ستيفنز
جيريمي ستيفنز (بالإنجليزية: Jeremy Stephens)‏ هو فنان قتال مختلط أمريكي، ولد في 26 مايو 1986 في دي موين في الولايات المتحدة.

## وصلات خارجية
- جيريمي ستيفنز على موقع يو إف سي (الإنجليزية)
- جيريمي ستيفنز على موقع شيردوغ (الإنجليزية)
- جيريمي ستيفنز على موقع Tapology.com (الإنجليزية)
- جيريمي ستيفنز على موقع فايت ماتريكس (الإنجليزية)
- جيريمي ستيفنز على موقع IMDb (الإنجليزية)
- جيريمي ستيفنز على موقع قاعدة بيانات الفيلم (الإنجليزية)